# Amazon Vine
Amazon Vine, é um programa interno da Amazon.com, lançado em 2007.  Esse programa permite aos fabricantes e editores receberem comentários de seus produtos na Amazon. As empresas pagam uma taxa à Amazon e fornecem produtos para revisão. Os produtos são passados aos revisores da Amazon, que são obrigados a publicar uma revisão. As empresas que já participaram (ou participam) incluem Logitech, Harper Collins, Philips, Samsung, Bose, Sony, Tefal, Microsoft, Breville, Bosch, Garmin, Dyson, Remington, Case Logic, Creative, Braun, Sennheiser, Olympus, LG, Black & Decker, Acer e Walker Booksszx.  A recepção do programa tem sido misturado com algumas pessoas criticando o uso do programa de revisores não profissionais, enquanto outros citou este como um benefício.. O programa Vine opera independentemente em Amazon.com, Amazon.co.uk, Amazon.fr,  Amazon.de, e Amazon.ca.

## Crítica
O programa foi criticado pela falta de transparência e profissionalismo de seus revisores. Kristen McLean, anteriormente da Associação de Livreiros para Crianças, comentou que a Amazon.com não divulgou inicialmente que os editores pagaram para ter seus produtos listados e que "a Amazon não é específica sobre quantas pessoas estão no programa, como elas são escolhidas." O programa também inicialmente encontrou críticas sobre a visibilidade dos comentários, com a bibliotecária Elizabeth Bird (autor e Top 500 Amazon Reviewer) comentando que suas resenhas eram às vezes "embaralhadas para o lado", enquanto revisões do Vine foram mais proeminente e visivelmente colocado. Elizabeth Bird comentou ainda que alguns dos revisores estavam escolhendo e criticando livros que "não eram os melhores leitores representativos para isso" e que isso destacou a diferença entre leitores leigos e revisores profissionais, esse último seria mais capaz de " dar comentários perspicazes e reconhecer o público-alvo de um livro ".